# Barbie
Barbie es una marca de muñecas perteneciente a la empresa estadounidense de juguetes Mattel. Fue creada el 9 de marzo de 1959, por Ruth Handler.
Barbie ha sido un personaje muy importante dentro del mercado e incluso dentro de la cultura pop de los juguetes desde hace más de sesenta años, y ha sido objeto de numerosas controversias y demandas, a menudo por medio de la parodia de la muñeca y su estilo de vida, con más de cien profesiones.
A pesar de que Barbie ha sido considerada desde hace años como la muñeca más icónica y famosa, en la campaña de venta de juguetes de Navidad 2014-2015, las muñecas de la película de animación de Disney Enterprises, Inc. Frozen la superaron en cuanto a popularidad. En 2016, Barbie cambió su aspecto incorporando nuevos cuerpos, diferentes colores de piel y peinados, lo que le valió, en 2017 el premio «Toty» a mejor muñeca del año por su línea de muñecas «fashionistas».
También se hizo muy popular por su frase: «tú puedes ser lo que quieras ser». La creadora, Ruth Handler, mencionó lo siguiente: «al crear a Barbie, mi filosofía fue que, a través de la muñeca, las niñas pudieran llegar a ser todo lo que quisieran. Barbie siempre ha representado a una mujer que elige por sí misma». En 2020, fue nuevamente premiada con el premio «Toty» gracias a las exitosas «Barbie Color Reveal». También ha sido galardonada dos años consecutivos por NPD como marca de juguetes con mejor desempeño.

## Historia
En los años cincuenta, Ruth Handler se percató de que su hija prefería jugar con muñecas con características adultas en vez de infantiles. En aquella época, la gran mayoría de las muñecas que se fabricaban eran infantiles, por lo que, al notar el posible negocio, Handler decidió proponerle a su esposo y cofundador de Mattel la idea de crear una muñeca con las características de una mujer. Sin embargo, la idea no llegaría a buen puerto, debido a la reacción que mostró el director de Mattel.
Ruth Handler, durante un viaje a Alemania, descubrió una muñeca sexy en una vitrina llamada Bild Lilli, la cual no era precisamente un juguete para niños. La muñeca en cuestión comenzó vendiéndose a hombres, para ofrecerse luego a las niñas, debido a su popularidad. Las niñas disfrutaban vistiéndola y cambiando su ropa. Lilli llegó a ser tan popular que traspasó las fronteras alemanas, alcanzando los Estados Unidos. Ruth volvió a la idea de crearla cuando notó que su hija prefería jugar con muñecas de apariencia adulta y no sólo con bebés de plástico y juguetes aniñados.
Cuando esto sucedió, Mattel, tras haber rechazado la idea anterior de Ruth Handler, compró los derechos de Lilli. Entonces, se creó una nueva muñeca de nombre Barbie (nombre completo: Barbara Millicent Roberts) en honor a la hija de Ruth, Bárbara. Se inventó también una historia detrás de la muñeca, quien nació en Willows, un pueblo ficticio ubicado en el estado de Wisconsin, donde asistió al Willows High School. El novio de Barbie, Ken Carson (muñeco que vio la luz por primera vez en 1961) está inspirado en otro de los hijos del matrimonio Handler. Una vez que todo estuvo listo, Barbie nació el 9 de marzo de 1959 en la Feria internacional americana del juguete, conservando esa fecha como el cumpleaños oficial de la muñeca.

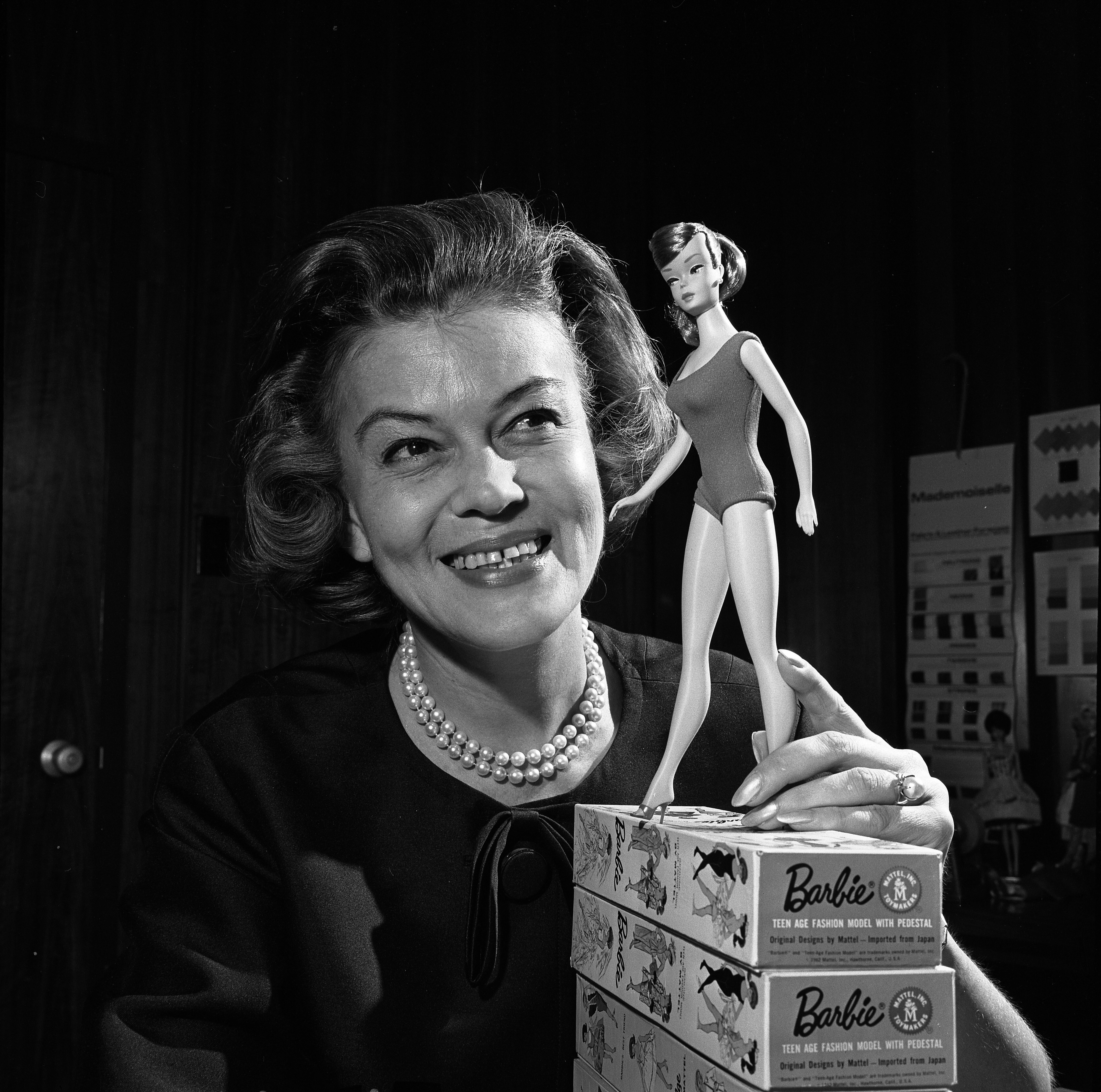
La diseñadora Charlotte Johnson, con una Barbie de 1965.

En su debut, Barbie lució una cabellera rubia con un peinado estilizado a la década de los sesenta, y vistió un bañador con estampado de cebra. Con los años, los modelos se han sabido actualizar, al igual que el color del pelo de la muñeca y la forma. La muñeca se ha comercializado como una "Modelo adolescente a la moda", con la ropa creada por la diseñadora de moda de Mattel, Charlotte Johnson. La primera muñeca Barbie se fabrico en Japón, con la ropa cosida a mano por trabajadores japoneses. Durante el primer año de producción fueron vendidas alrededor de 350.000 muñecas Barbie.
Handler creía que era importante para Barbie tener una apariencia física adulta, y poco después de salir al mercado, se demostró que algunos padres estaban descontentos con el pecho de la muñeca. La apariencia de Barbie ha tenido numerosos cambios a lo largo de los años, sobre todo en 1971, cuando sus ojos se ajustaron para mirar hacia el frente, en lugar de tener la mirada elegante lateral del modelo original.
Barbie fue uno de los primeros juguetes en tener una estrategia de mercado basada en gran medida en la publicidad televisiva, que posteriormente ha sido ampliamente copiada por otros juguetes. Se estima que se han vendido más de mil millones de muñecas Barbie en el mundo, en más de 150 países. Mattel afirma que se venden tres muñecas Barbie por segundo.
La gama estándar de las muñecas Barbie y sus accesorios son fabricados a escala aproximada de 1/6, que también se conoce como playscale. Los productos de Barbie no solamente incluyen la gama de muñecas con sus ropas y accesorios, sino también una amplia gama de artículos, tales como: libros, ropa, cosméticos y videojuegos. Además de todo eso, la famosa muñeca tiene su propia saga de películas de dibujos animados (que empezó en 2001 con "Barbie y el Cascanueces" y hasta la actualidad), su propia serie de animación "Barbie: Life in the Dreamhouse" y es un personaje secundario en Toy Story 2 y uno de apoyo importante en Toy Story 3. 
A través de los años, Barbie se ha convertido en un ícono cultural y ha recibido honores que son inusuales en el mundo de los juguetes, tales como cuando en 1974 una sección de Times Square en Nueva York pasó a llamarse Barbie Boulevard durante una semana y cuando en 1985 el artista Andy Warhol creó una pintura de Barbie. En 2009, cuando Barbie cumplió su 50.º aniversario, las celebraciones incluyeron un desfile de modas en Nueva York durante la Semana de la Moda Mercedes-Benz. El evento mostró diseños aportados por cincuenta diseñadores de alta costura, tan conocidos como Diane von Fürstenberg, Vera Wang, Calvin Klein, Bob Mackie y Christian Louboutin.
En 2023, Barbie lanzó su primera muñeca que representa a una mujer con Síndrome de Down.

### Evolución del Logo

1959-1975
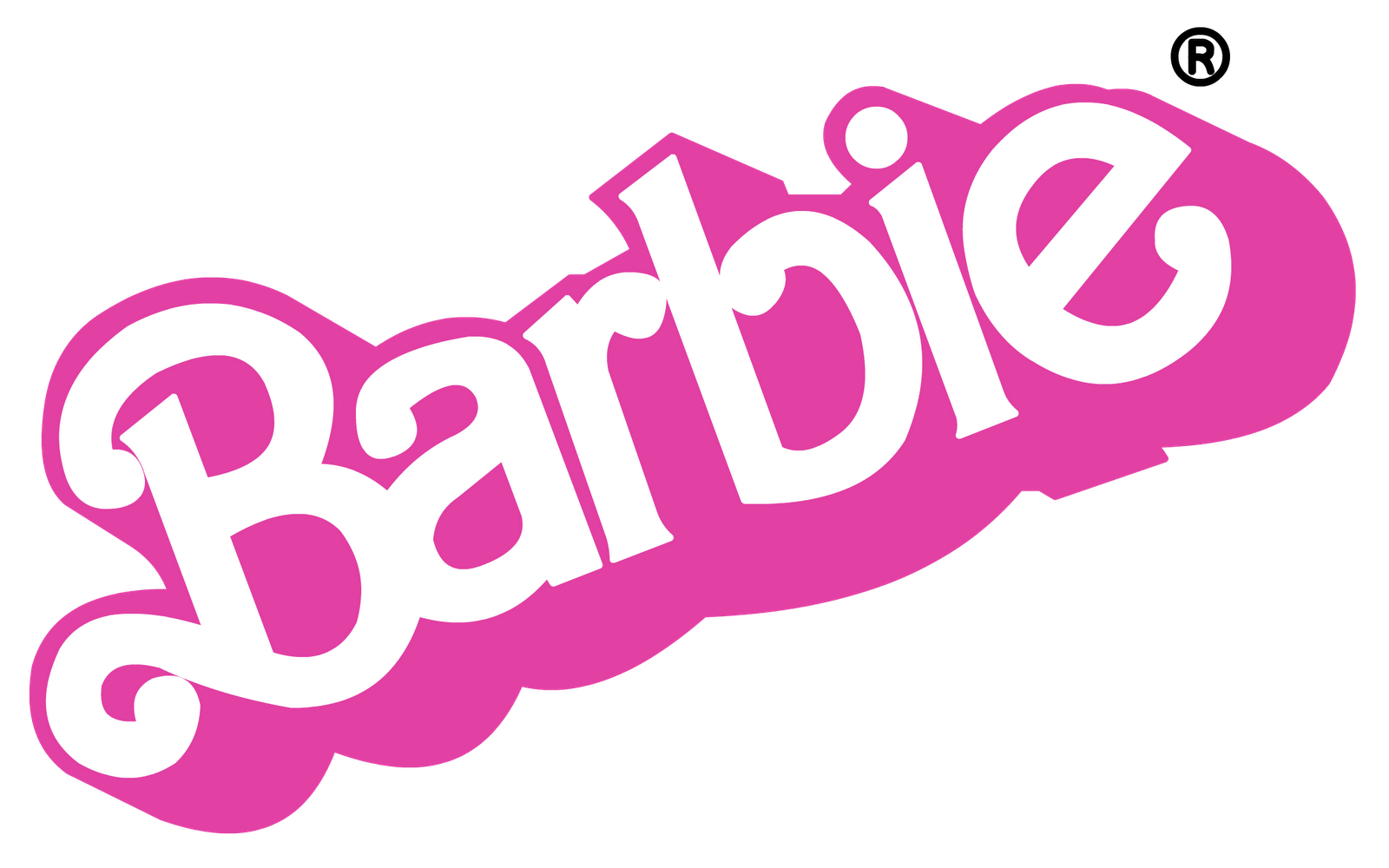
1975-1991
1991-1999
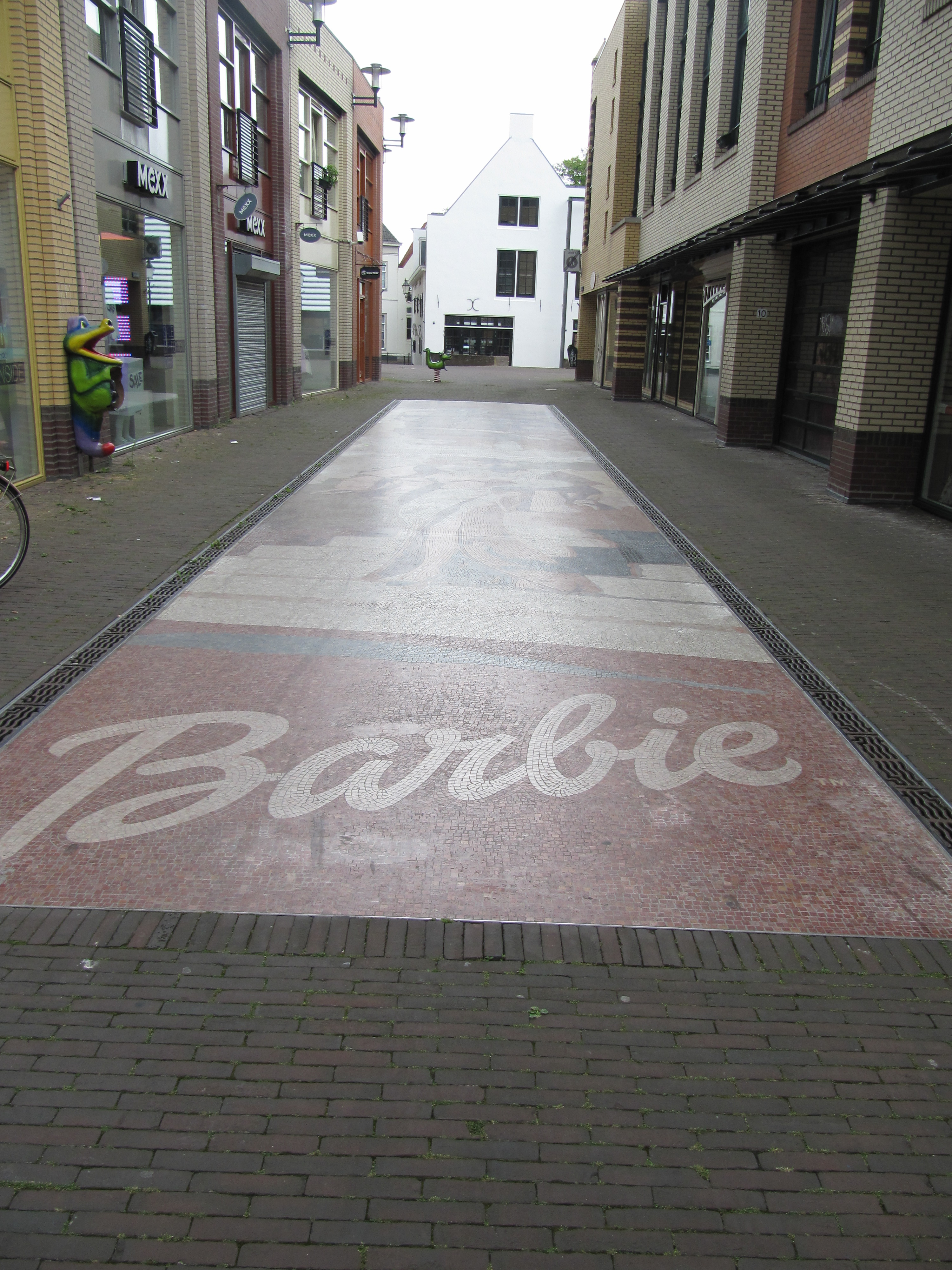
1999-2004
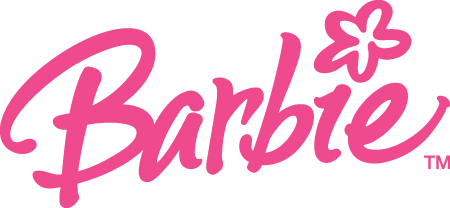
2004-2005
2005-2009
2009-presente

## Biografía ficticia
El nombre completo de Barbie es Barbara Millicent Roberts. En una serie de novelas publicadas por Random House, en la década de los sesenta, los nombres de sus padres son George y Margaret Roberts, originarios de la ciudad ficticia de Willows, Wisconsin. En las novelas de Random House, Barbie asistió a la secundaria Willows; mientras que en los libros Generation Girl, publicados por Golden Books en 1999, asistió a la escuela secundaria ficticia Manhattan International, localizada en la ciudad de Nueva York (basada en la escuela secundaria Stuyvesant, existente en la vida real).
Tiene una relación romántica intermitente con su entonces novio Ken (cuyo nombre completo es «Kenneth Carson»), quien apareció por primera vez en 1961. Un comunicado de prensa emitido por Mattel en febrero de 2004, anunció que Barbie y Ken habían decidido separarse, pero en febrero de 2006, esperaban reavivar su relación después de que Ken se hiciera un cambio de imagen. En 2011, Mattel lanzó una campaña para que Ken recuperara el afecto de Barbie. La pareja se reunió oficialmente en el Día de San Valentín de 2011. En el lanzamiento de Barbie: Dreamhouse Adventures, en 2018, ambos solo son presentados como amigos y vecinos de al lado.
Mattel ha creado una gama de acompañantes y familiares para Barbie. Tiene tres hermanas menores: Skipper, Stacie, y Chelsea (llamada Kelly hasta 2011). Sus hermanas han coprotagonizado varias entregas de la serie de películas de Barbie, comenzando con Barbie & Her Sisters in A Pony Tale, lanzada en 2013. Miembros retirados de la familia de Barbie incluyen a Todd (hermano gemelo de Stacie), Krissy (una hermanita bebé), y Francie (primo). Los amigos de Barbie incluyen a la hispana Teresa, Midge, la afroamericana Christie, y Steven (el novio de Christie). Barbie también era amiga de Blaine, un surfista australiano, 
a quien conoció durante su separación de Ken en 2004.
Barbie ha tenido más de 40 mascotas, incluidos gatos y perros, caballos, un panda, un cachorro de león, y una cebra. Ha sido propietaria de una amplia gama de vehículos, incluidos un Beetle, Convertibles Corvettes, remolques y Jeeps. También tiene una licencia de piloto y opera aviones comerciales, además de servir como asistente de vuelo. Las carreras de Barbie están diseñadas para mostrar que las mujeres pueden asumir una variedad de roles en la vida, y la muñeca se ha vendido con una amplia gama de títulos, incluidos Miss Astronaut Barbie (señorita astronauta Barbie; 1965), Doctor Barbie (Doctora Barbie, 1988), y Nascar Barbie (Barbie Nascar, 1998).

## Apariciones en medios/franquicias multimedia

### Series
- Barbie: Life in the Dreamhouse, una serie web exclusiva de YouTube que se emitió entre el 10 de enero de 2012 y el 27 de noviembre de 2015 con 75 episodios (incluidos dos especiales de televisión que se emitieron en los Estados Unidos por Nickelodeon).
- Barbie Vlogger o Barbie Vlogs, una secuencia animada CGI exclusiva de YouTube que comenzó el 19 de junio de 2015 y presenta a Barbie como vlogger, ya sea sola o junto con uno o más de sus familiares y amigos.
- Barbie: Motion Comics, una serie animada de cómics en movimiento basada en la web que comenzó el 5 de febrero de 2015 y está compuesta por miniseries, como: Be Super (inspirada en Barbie en Princess Power ), Raise Your Voice (inspirada en Barbie en Rock 'N Royals ), y Puppy Adventures (inspirado en Barbie y sus hermanas en The Great Puppy Adventure).
- Barbie: Dreamtopia, una franquicia exclusiva en la web que comenzó en enero de 2016 con el lanzamiento de cortos de 2 a 4 minutos en YouTube. Luego generó un especial de televisión de 44 minutos (que se transmitió por televisión en 5 países/regiones/territorios), un especial basado en la web y una serie inicialmente exclusiva de YouTube Kids con 26 episodios. Este último estuvo disponible más tarde en YouTube del 5 de noviembre de 2017 al 1 de abril de 2018 y se emitió como una serie de televisión real en más de 6 países.
- Barbie: Dreamhouse Adventures, la primera serie de televisión de la franquicia lanzada entre el 3 de mayo de 2018 y el 12 de abril de 2020 en Netflix en los Estados Unidos. Constaba de 52 episodios en 5 paquetes de episodios de "temporada" y se emitió como una serie de televisión real en más de 8 países.
- Barbie's Dreamworld, una franquicia de serie web exclusiva de YouTube creada por Relish Studios, con sede en Irlanda, que comenzó el 25 de enero de 2021 y está compuesta por varias miniseries diferentes, incluidas Barbie: Return to Dreamtopia y Barbie and the Nutcracker , entre otras.
- Barbie: It Takes Two, una serie de transmisión de TV de 2022 que sigue a la película Barbie: Big City, Big Dreams que se transmitió por televisión en 5 países/regiones/territorios entre su lanzamiento en Estados Unidos el 8 de abril en Netflix. La serie se lanzó con 26 episodios, la primera mitad de los cuales tuvo su debut en la primavera [89] y la otra mitad está programada para el 1 de octubre.
- Barbie: Life in the City, una serie web exclusiva de YouTube que debutó el 15 de septiembre de 2022, centrándose principalmente en Barbie "Brooklyn" Roberts y ampliando su personaje para enfatizar su papel y prominencia dentro de la marca.

### Otros
Indirectamente, Barbie ha participado también en otras películas animadas, en Toy Story 2 (1999), y en Toy Story 3 (2010).

## Parodias
- Stacy Malibu es el nombre de la muñeca que parodia a Barbie en la serie de animación Los Simpson. Pero en otro episodio sale el convertible de Barbie.
- El grupo de pop-dance europeo Aqua lanzó una canción llamada "Barbie Girl" en 1997.
- En El Laboratorio de Dexter, las muñecas de Dee Dee son marca "Barbie", pero le llaman "Darbie".
- En Rugrats (Aventuras en Pañales), la muñeca de Angélica se llama "Cynthya" que también se considera una parodia de Barbie.
- En la serie animada Los osos Barenstein aparece una muñeca llamada Berbie.
- En Casados con hijos (Argentina), en el capítulo "Muñeca Brava", Moni Argento cuenta que jugaba cuando era niña con una muñeca llamada "Carbie". Cuando la encuentran en el sótano, se ve claramente que es una muñeca económica similar a Barbie.
- En el capítulo 55 de la telenovela chilena Secretos en el jardín de Canal 13, el cabo Gutiérrez le regala a su hijastra la muñeca "Marbie" con la caja nueva, la muñeca es similar a Barbie.[25]
- En Casado con hijos (Chile), Pablo le regala a Marcia una muñeca "Farfie", y ella revela que cuando chica jugaba con esas muñecas.
- La rapera estadounidense Nicki Minaj comúnmente hace parodias de la muñeca en su estética, vídeos musicales, y canciones. Empezando con que la cantante en su primer mixtape Playtime is over, se parodia adentro de un empaque de Barbie, algunos de sus outfits y alteregos son Barbies de Harajuku (Japón), además claro sus canciones Barbie Tingz, Barbie Dreams, Black Barbies, y su cuenta de Instagram se ubica en @nickiminaj con nombre de página Barbie©. Sus fanáticos se hacen llamar a sí mismos como Barbaz y Kenz.
- La cantante estadounidense Meghan Trainor, en su éxito All About That Bass, referencia y mofa de la estructura del cuerpo de las muñecas Barbie en el verso "You know I won't be no stick-figure, silicone Barbie doll" (en español "Sabes que nunca seré un palo como una muñeca de plástico de Barbie").

## Controversias
La popularidad de Barbie asegura que su efecto en el juego de los niños atrae un alto grado de control. Las críticas recibidas a menudo se basan en la suposición de que las niñas consideran a Barbie un modelo a seguir y tratan de imitarla, sobre la base de eso se le han hecho una serie de duras críticas que se describen a continuación. 
- Una de las críticas más comunes de Barbie es que promueve una idea poco realista de la imagen corporal de una mujer joven, que conlleva un riesgo a que las niñas que tratan de imitarla, sufran anorexia. Una muñeca Barbie estándar tiene 292 mm de alto, dando una altura de 1,75 m a una escala de 1/6. Las medidas de Barbie se han estimado en 91 cm de pecho, 46 cm de cintura y 84 cm de caderas (medidas 91-46-84). Según una investigación realizada por el Hospital Universitario Central de Helsinki, Finlandia, carecería del porcentaje de grasa corporal del 17 % al 22 % necesario para que una mujer tenga la menstruación. En 1963 el conjunto "Barbie Baby-Sits" venía con un libro titulado "Cómo bajar de peso", que aconsejaba directamente: "No coma". El mismo libro fue incluido en otro conjunto llamado "Slumber Party" en 1965 junto con una báscula de baño rosa que marcaba 50 kg. (110 libras), que sería unos 16 kg. (35 libras) por debajo del peso normal para una mujer de 1,75 m. (5 pies 9 pulgadas) de altura. En 1999 el molde del cuerpo de Barbie fue rediseñado y tiene una cintura más ancha. Mattel afirmó que de ese modo la muñeca encajaría más con los diseños de moda contemporáneos, este saldría a la luz en 2000.

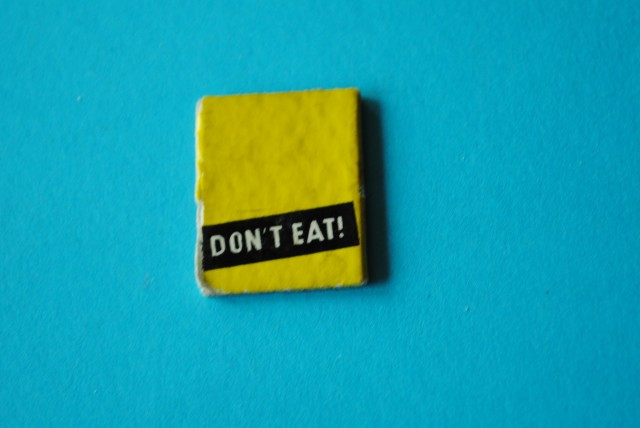
"No coma" en el dorso del libro "Cómo perder peso" (1963)

- "Francie de color" hizo su debut en 1967, y es a veces descrita como la primera muñeca Barbie afroamericana. Sin embargo, fue producida utilizando los moldes existentes para la cabeza de la muñeca Francie caucásica y carecía de las características afroamericanas aparte de una piel oscura. La primera muñeca afroamericana en el rango de Barbie fue conocida como Christie, quien hizo su presentación en 1968. La "Barbie negra" fue lanzada en 1980, pero todavía tenía rasgos caucásicos. En otro intento de acercarse más a la cultura afroamericana, en 1991, Mattel creó una línea alterna llamada “The Marvelous world of Shani”, con tres nuevos moldes: Shani, Asha y Nichelle, que representaban los diferentes tonos de la piel afrodescendiente y rasgos característicos; la línea duró solo un año, pero en 1994 Shani apareció junto con Barbie en dos colecciones: Sun Jewel y Jewel & Glitter. Como dato adicional, el molde de la cara de Asha, sería después de 1997 el rostro de Christie. En septiembre de 2009, Mattel lanzó la gama So In Style (S.I.S), que tenía la intención de crear una representación más realista del pueblo afroamericano que las muñecas anteriores.

- En julio de 1992 Mattel lanzó Teen Talk Barbie, que decía una serie de frases como "¿Tendremos alguna vez suficiente ropa?", "¡Me encanta ir de compras!", o "¿Quieres tener una fiesta de pizza?". Cada muñeca estaba programada para decir cuatro frases de las 270 posibles, por lo que no era posible que dos muñecas fueran iguales. Una de estas 270 frases era "¡La clase de matemáticas es muy difícil!" (A menudo mal citada como "Las matemáticas son difíciles"). Aunque solamente el 1,5% de todas las muñecas vendidas decían la frase, lo anterior llevó a Barbie a ser criticada por la Asociación estadounidense de Mujeres Universitarias. En octubre de 1992 Mattel anunció que Teen Talk Barbie ya no diría la expresión, y ofreció canjear el modelo a cualquier persona que tuviera una muñeca así.
- En 1993, un grupo de activistas autodenominado Barbie Liberation Organization (BLO) se dedicó a intercambiar clandestinamente los mecanismos sonoros de las muñecas Barbie y los muñecos G.I Joe. Como resultado, varios compradores advirtieron que las muñecas Barbie exclamaban frases como “¡La venganza es mía!” mientras que los muñecos G.I. Joe decían cosas como “¡Vamos a planear la boda de nuestros sueños!” “Tratamos de advertir sobre el modo en que los juguetes pueden transmitir mensajes negativos a los niños, en particular fomentando actitudes violentas y sexistas”, dijo entonces un vocero de BLO a The New York Times. [26]

- En mayo de 1997 Mattel introdujo "Becky Share a Smile", una muñeca en una silla de ruedas de color rosa. Kjersti Johnson, una estudiante de secundaria de 17 años de edad, en Tacoma, Washington, con parálisis cerebral, señaló que la muñeca no cabría en el ascensor de 100 dólares de Barbie Dream House. Mattel anunció que iba a rediseñar la casa en el futuro para que pueda entrar la muñeca.

- En 1999, Mattel unió fuerzas con Nabisco para lanzar una promoción cruzada de Barbie con las famosas galletas Oreo. "Oreo Diversión Barbie" se ha comercializado como alguien con quien las niñas podían jugar después de clase y compartir "La galleta favorita de América". Como se había convertido en la costumbre, Mattel produjo tanto una versión blanca y una versión negra. Los críticos argumentaron que en la comunidad afroamericana Oreo es un término despectivo que significa que la persona es "negro por fuera y blanco por dentro", como el sándwich de galleta de chocolate en sí. La muñeca no tuvo éxito y Mattel retiró del mercado el inventario sin vender, por lo que es muy buscado por los coleccionistas.

- En marzo de 2000, aparecieron comentarios en los medios de comunicación afirmando que el vinilo resistente utilizado en las muñecas Barbie podía contener fugas de substancias químicas tóxicas, causando peligro para las niñas que juegan con ellos. La reclamación fue rechazada como falsa por los expertos técnicos. Una moderna muñeca Barbie tiene un cuerpo hecho de plástico ABS, mientras que la cabeza está hecha de PVC blando.

- En septiembre de 2003, Arabia Saudita prohibió la venta de muñecas Barbie, diciendo que no se ajustaban a los ideales del Islam. El Comité para la Promoción de la Virtud y la Prevención del Vicio declaró "Las muñecas Barbie judías, con su ropa reveladora y posturas vergonzosas, accesorios y herramientas son un símbolo de la decadencia del Occidente pervertido. Déjenos cuidarnos de sus peligros y tener cuidado". En países de Oriente Medio existe una muñeca alternativa llamada Fulla, que es similar a Barbie pero está diseñada para ser más aceptable para un mercado islámico y no la fabrica la Corporación Mattel. Barbie sigue disponible en otros países del Medio Oriente, incluyendo Egipto. En Irán, las muñecas Sara y Dara están disponibles como una alternativa a Barbie.

- En diciembre de 2005, la Dra. Agnes Nairn de la Universidad de Bath en Inglaterra publicó un estudio que sugiere que las niñas a menudo pasan por una etapa en la que odian a sus muñecas Barbie y las someten a una serie de castigos, incluida la decapitación y colocar la muñeca en el microondas. La Dr. Naím dijo: "Es como si desconocer a Barbie es un rito de paso y un rechazo de su pasado."

- En abril de 2009, el lanzamiento de una Totally Tattoo Barbie con una serie de tatuajes que se podrían aplicar a la muñeca, entre ellos un tatuaje trasero más bajo, dio lugar a muchas más controversias ya que el material promocional de Mattel leía: "Personaliza las modas y la diversión y aplícate tatuajes temporales tú también", pero Ed Mayo, director ejecutivo de Consumer Focus, señaló que podría hacer que las niñas quisieran hacerse tatuajes permanentes.

- En diciembre de 2010, el FBI consideró que el lanzamiento de la Video Girl Barbie podría ser peligroso por la cámara digital localizada en el pecho de la muñeca con la finalidad de la toma de imágenes y/o incluso 30 minutos de grabación que pueden ser reproducidos en la muñeca o descargados a través de un cable de puerto USB a una computadora, debido al gran número de pederastas que podrían usar este objeto para fines de grabación y comercialización de pornografía infantil. Sin embargo, Mattel hizo referencia a que muchos de los empleados de dicha compañía son también padres y siempre se considera la importancia de la seguridad de los niños, aseguró que ésta era la prioridad número uno tomada en cuenta en la fabricación de los juguetes.

- En junio de 2011, la organización ecologista Greenpeace denunció que la empresa Mattel, fabricante de Barbie, utilizaba en el embalaje de las muñecas cartón suministrado por la empresa Asia Pulp & Paper, acusada de ser responsable de la deforestación de las selvas de Indonesia.[27]

- En noviembre de 2014, Mattel recibió varias críticas por el libro "I can be computer engineer" ("Yo puedo ser ingeniera informática"), por lo que da a entender que Barbie es una inepta e incompetente en computación y necesita la ayuda de dos hombres para terminar de restaurar las computadoras portátiles, después de tener un virus en ella. Los críticos argumentaron que el libro era sexista y desprestigiaba al sexo femenino. Más tarde la empresa Mattel se disculpó del error y retiró de la venta el libro en Amazon respondiendo a las críticas.[28]

- En marzo de 2015, surgió la preocupación sobre la versión de la muñeca llamada "Hello Barbie". Esta muñeca puede mantener una conversación con la persona que lo usa mediante la tecnología de reconocimiento de voz, la muñeca transmite los datos a un servicio llamado "ToyTalk", pudiendo proveer esa información a terceras personas y perdiendo su privacidad.[29]

- En 2018, con motivo de la celebración del Día Internacional de la Mujer, Mattel sacó a la venta la muñeca inspirada en la personalidad mexicana Frida Kahlo, pero el diseño y el parecido de la muñeca no agradó a la comunidad mexicana por la baja calidad de la fabricación de ésta, además de que Mattel tuviese una disputa por los derechos de imagen de la artista con los familiares de Kahlo.[30]